# Orbea/Saison 2010
Dieser Artikel listet Erfolge und Mannschaft des Radsportteams Orbea in der Saison 2010 auf.

## Saison 2010

### Zugänge – Abgänge
| Zugänge          | Team 2009 | Abgänge              | Team 2010         |
| ---------------- | --------- | -------------------- | ----------------- |
| Jon Aberasturi   | Neoprofi  | Jónathan Castroviejo | Euskaltel-Euskadi |
| Aritz Etxebarria | Neoprofi  | Miguel Mínguez       | Euskaltel-Euskadi |
| Jon Izaguirre    | Neoprofi  | Daniel Sesma         | Euskaltel-Euskadi |
| Mikel Landa      | Neoprofi  | Romain Sicard        | Euskaltel-Euskadi |
| Noel Martín      | Neoprofi  | Eneko Echeverz       | Unbekannt         |
| Adrián Sáez      | Neoprofi  | Ibon Lavin           | Unbekannt         |
| Xabier Zabalo    | Neoprofi  | Aitor Olano          | Unbekannt         |
|                  |           | Eriz Ruiz            | Unbekannt         |

### Mannschaft
| Name             | Geburtstag        | Nationalität |              |
| ---------------- | ----------------- | ------------ | ------------ |
| Jon Aberasturi   | 28. März 1989     | Spanien      |              |
| Andoni Blazquez  | 10. Juli 1987     | Spanien      |              |
| Aritz Etxebarria | 3. November 1988  | Spanien      |              |
| Ricardo García   | 26. Februar 1988  | Spanien      |              |
| Mikel Ilundain   | 14. Februar 1986  | Spanien      |              |
| Jon Izaguirre    | 4. Februar 1989   | Spanien      |              |
| Mikel Landa      | 13. Dezember 1989 | Spanien      |              |
| Joseba Larralde  | 11. April 1986    | Spanien      |              |
| Noel Martín      | 20. November 1989 | Spanien      |              |
| Adrián Sáez      | 17. März 1986     | Spanien      |              |
| Beñat Urain      | 26. Juni 1988     | Spanien      |              |
| Xabier Zabalo    | 2. September 1987 | Spanien      |              |
| Stagiaires       | Stagiaires        | Nationalität | Nationalität |
| Aitor Ocampos    | Aitor Ocampos     | Spanien      |              |